# Anatolij Krutikov
 Anatolij Fjodorovič Krutikov, rusky Анатолий Фёдорович Крутиков (21. září 1933, Moskva – 8. listopadu 2019) byl sovětský fotbalista ruské národnosti. Nastupoval především na postu obránce.
Se sovětskou reprezentací vyhrál první mistrovství Evropy roku 1960 (tehdy nazývané Pohár národů). Zúčastnil se též mistrovství Evropy 1964, byť na závěrečném turnaji do hry nezasáhl. V národním týmu působil v letech 1959–1960 a nastoupil k 9 zápasům.
Se Spartakem Moskva se roku 1962 stal sovětským mistrem a dvakrát získal sovětský pohár (1963, 1965).